# Akçakent (district)
Akçakent is een Turks district in de provincie Kırşehir en telt 6.261 inwoners (2007). Het district heeft een oppervlakte van 585,3 km². Hoofdplaats is Akçakent.
De bevolkingsontwikkeling van het district is weergegeven in onderstaande tabel.
| 1997  | 2000  | 2007  |
| ----- | ----- | ----- |
| 9.065 | 7.700 | 6.261 |